# Le Petit Roman d'aventures
Le Petit Roman d'aventures est une collection des éditions Ferenczi & fils où sont édités des romans d'aventures et de science-fiction entre 1936 et 1939. Toutes les illustrations sont de Georges Vallée.
Il s'agit de fasicules de 32 pages, format 115 x 145 mm. 
La parution suivait un rythme hebdomadaire et plus de 200 titres furent édités.

## Liste des ouvrages
- 1 La Montagne aux vampires par Maurice Limat, 1936
- 2 Les Hommes blancs du désert par André-Michel, 1936
- 3 Le Cercle de serpents par Jean Normand
- 4 La Victime humaine par Léo Gestelys
- 5 La Lune sanglante par M. d'Escrignelles
- 6 La Course au radium par Michel Darry, 1936
- 7 Le Tyran de Manajuaz par Paul Dargens, 1936
- 8 Le Secret du palais de bronze par Claude Ascain
- 9 L'Or dans le désert par Julien Lescap
- 10 Le Guet-apens de l'ile au corail par Ernest Richard
- 11 Les Hommes-panthères par Louis-Roger Pelloussat
- 12 Le Mystère de la pyramide par André-Michel
- 13 L'Écumeur du Gila par Albert Bonneau
- 14 Au milieu des fauves par H. J. Magog
- 15 Le Fantôme-volant par Maurice Limat, 1936
- 16 Le Kébir blanc par Jean Normand
- 17 La Vengeance des Haschichins par Gilles Hersay
- 18 L'Enfer des sables par Willie Cobb, 1936
- 19 L'Explorateur sous-marin par L. Frachet
- 20 L'Île sans nom par Maurice de Moulins
- 21 La Nuée verte par Louis-Roger Pelloussat
- 22 Le Capitaine Jaguar par M. d'Escrignelles
- 23 L'Île aux scorpions par Max-André Dazergues
- 24 La Caverne des supplices par Pierre Moralie
- 25 L'Aquarium de Jade par Maurice Lionel
- 26 Les Présents du Maharadjah par Ernest Richard
- 27 Le Maître de la guerre par Roger Delvart
- 28 Les Pirates du Fleuve Bleu par Louis-Roger Pelloussat
- 29 Le Trésor des Rocheuses par Michel Darry, 1936
- 30 Le Cercle de serpents par H. Debure, 1936
- 31 Les Forbans de l'océan par René Duchesne
- 32 Le Temple du rocher rouge par Joe Golden
- 33 La Déesse des nuages par Max-André Dazergues
- 34 L’Émeraude du Nil par M. d'Escrignelles
- 35 Drame au fond de la mer par Maurice Lionel
- 36 L'Attaque du Pony-Express par Albert Bonneau
- 37 Les Aventuriers du Whitland par Louis-Roger Pelloussat
- 38 La Nuit du diable par Louis Bonzom
- 39 Les Embûches du Matto-Grosso par Jean Voussac
- 40 L'Araignée d'argent par Maurice Limat, 1936
- 41 Le Peuple des torrents par Willie Cobb
- 42 Le Mystérieux Cow-boy par Maurice de Moulins
- 43 Le Secret de l'épave par Paul Tossel, 1936
- 44 À travers la savane par Maurice Lionel
- 45 Le Bouddha vivant par H.-J. Magog
- 46 L'Îlot du diable par Paul Dargens
- 47 Le Desperado de Rosalès par Albert Bonneau
- 48 La Revanche du gaucho par Louis-Roger Pelloussat
- 49 L'Île aux pieuvres par Maurice d'Escrignelles
- 50 Les Orphelins de la savane par Max-André Dazergues
- 51 La Revanche de Stève MacKay par George Fronval
- 52 L'Avion mystérieux par Maurice Lionel
- 53 Le Défilé des aigles par Maurice Limat
- 54 La Malédiction des Andes par Michel Darry
- 55 L'Idole aux yeux d'émeraude par René Duchesne
- 56 Les Pillards de la Cafrerie par Ernest Richard
- 57 Sous le signe de la lèpre par Louis-Roger Pelloussat
- 58 Le Secret du volcan par Paul Tossel, 1937
- 59 L'île empoisonnée par Christian Brulls, 1937
- 60 Les Naufragés du ″Goéland″ par Maurice Lionel
- 61 Le Traîneau du diable par Max-André Dazergues
- 62 Le Tigre de la montagne par Jean Voussac
- 63 Au Pays du silence par Maurice d'Escrignelles
- 64 Les Ravageurs de placers par Jean Normand
- 65 Le Secret de Tokita par André-Michel
- 66 L'Homme au chien par René Thaillard
- 67 Le Bateau-piège n°7 par Albert Bonneau, 1937
- 68 La Prêtresse du zodiaque par Maurice Limat
- 69 La Vengeance du griot par Maurice de Moulins
- 70 L'Île aux parangons par Paul Tossel, 1937
- 71 Roi de la forêt par Maurice Lionel
- 72 La Case aux têtes coupées par Jean Voussac
- 73 La Citadelle de l'or par Jean Des Chaises
- 74 Dramatique reportage par Jean Vaison
- 75 La Cité du mystère par Jean Normand
- 76 Les Robinsons de l'iceberg par Maurice d'Escrignelles
- 77 La Malle de Hong-Kong par Louis-Roger Pelloussat
- 78 La Revanche du boucanier par Albert Bonneau
- 79 Les Maîtres de la forêt par Paul Dargens
- 80 Le Dragon vert par Maurice Limat
- 81 L'Ardente Poursuite par Auguste Mario, 1937
- 82 La Réhabilitation de Bill Howard par Pierre Olasso, 1937
- 83 L'Infernale Croisière par Michel Darry
- 84 La Baie des pingouins par Maurice de Moulins
- 85 La Danse du sang par André-Michel, 1937
- 86 L'île du grand serpent par Maurice Lionel
- 87 Les Monstres aux grandes oreilles par Louis Bonzom
- 88 L'Épave au trésor par Paul Tossel, 1937
- 89 La Vengeance des blancs par Narcisse Romain
- 90 Le Diamant du radjah par Albert Bonneau
- 91 La Panthère noire par Maurice d'Escrignelles
- 92 La Dernière Cartouche par Jean Voussac, 1937
- 93 Seul parmi les gorilles par Christian Brulls, 1937
- 94 Le Trésor du forçat par Léo Gestelys
- 95 Sur les pistes du Wild par Paul Tossel, 1937
- 96 Les Pillards d'estancias par Louis-Roger Pelloussat
- 97 Au cœur de la forét par Jacques Saint-Michel
- 98 Le Captif de Santa-Cruz par Maurice de Moulins
- 99 I. F. 2 par René Thaillard, 1937
- 100 Le Mystère des hommes-volants par Maurice Limat
- 101 Le Fils du harponneur par Jean Voussac
- 102 Le Rancho maudit par Maurice Lionel
- 103 Le Mystère d'un monde sous terre par Jean Des Chaises, 1938
- 104 Le Phare dans la forêt par Albert Bonneau
- 105 Bengali l'intrépide par Maurice Limat, 1938
- 106 Le Secret de l'idole par Louis-Roger Pelloussat
- 107 La Gorge de la fumée tonnante par Maurice de Moulins
- 108 Au pays des Rajahs par Maurice d'Escrignelles
- 109 L'Or dans la brousse par Paul Tossel, 1938
- 110 Les Secrétaires du Bouddha par Maurice Lionel
- 111 La Montagne qui saigne par Maurice Limat
- 112 Le Maître des sables par André-Michel, 1938
- 113 Les Yeux de l'idole par Max-André Dazergues
- 114 Démon rouge par Michel Darry, 1938
- 115 Les Voleurs d'enfants par Jean Voussac
- 116 L'Effroyable Aventure par René Duchesne
- 117 Le Mousse du pirate par Maurice Lionel
- 118 Les Captifs de Sind-Wha par Louis-Roger Pelloussat
- 119 Au cœur du cyclone par André-Michel
- 120 Le Désert inconnu par Paul Tossel, 1938
- 121 Les Contrebandiers de la mort par Maurice Pérot
- 122 Le Fléau de la pampa par Albert Bonneau
- 123 Atterrissage au pôle par Maurice Limat
- 124 Les Coupeurs de pistes par Louis-Roger Pelloussat
- 125 Le Trésor des Bolos par Michel Darry, 1938
- 126 Le Centaure de Sierra-Blanca par Maurice de Moulins
- 127 Le Sorcier du Yakoundé par Paul Tossel, 1938
- 128 Le Secret des Kerguelen par André-Michel
- 129 Vengeance de sorcier par Max-André Dazergues
- 130 Le Navire volant par Maurice Lionel
- 131 La Marque de Kandaï par Pierre Olasso
- 132
- 133 Les Hommes sans visage par René Duchesne
- 134 Plume d'aigle par Maurice d'Escrignelles
- 135 L'île de la mort rouge par Maurice Limat, 1938
- 136 Le Mystère du Pacifique par L. Frachet
- 137
- 138 Le Maître du Rezzou par Jean Voussac - Illustrations: Georges Vallée, 1938
- 139 Radio-infernal par Maurice Lionel, 1938
- 140 La Gorge aux diamants par Louis-Roger Pelloussat
- 141 L'Île des hommes-gorilles par Paul Tossel, 1938
- 143 La Chasse a l'homme par René Duchesne
- 144 L'Extraordinaire Aventure par L. Frachet
- 145
- 146 Les Divinités de l'or par Pierre Olasso
- 150 La Sauvageonne du Bengale par L. Frachet
- 152 Zourka l'invincible par René Duchesne
- 153 Deux de la brousse
- 155 Le Pirate des sables par Michel Darry, 1939
- 156 Le Secret des Huit par André-Michel
- 157 La Capture du Loup Hurlant par Jacques Chambon
- 158 Révolte dans la brousse par Paul Tossel, 1939
- 159 La Tortue matamata par Maurice Limat
- 161 L'Ile des Singes-Rois par Michel Darry, 1939
- 162 Les Hommes de l'aventure par Michel Darry, 1939
- 166 Le Courrier du Bengale par L. Frachet
- 167 L'Homme a la sarbacane par Maurice de Moulins
- 171 L'Empire du démon blanc par Paul Tossel, 1940
- 176 Police du Far-West par Maurice Lionel, 1939
- 181 La Course au placer par Louis-Roger Pelloussat
- 182 L'Espion de l'oasis par Lucien Farnay
- 183 Le Désert aux dragons par Maurice Lionel, 1939
- 184 La Secte des Bouarkous par Paul Tossel, 1940
- 185 Les Secrets du Yang-Tse par André-Michel, 1939
- 189 La Fosse aux squelettes par L. Frachet
- 190 À quinze mille mètres de hauteur par A. Clouet
- 193 L'Ardente Poursuite par Auguste Mario
- 194 À travers les récifs par Paul Tossel, 1940
- 198 Le Champion du lasso par Albert Bonneau
- 202 La Sorcière blanche par Max-André Dazergues
- 203 La Voyageuse de Santa-Fé par Lucien Farnay
- 204 Le Rancho sanglant par Louis-Roger Pelloussat
- 215 Le Repaire des pirates par Chantal Erky
- 216 Le Sampan du diable par Lucien Farnay
- 222 L'Emblème du tigre par Pierre Olasso
- 228 Les Naufragés de l'Iceberg par Jacques Chambon
- 229 Le Hurlement mystérieux par Pierre Olasso, 1941
- 230 La Pagode aux Caïmans par R.-M. de Nizerolles
- 233 La Danse des Monstres par Jean Voussac